# Microgaster opheltes
Microgaster opheltes är en stekelart som beskrevs av Nixon 1968. Microgaster opheltes ingår i släktet Microgaster och familjen bracksteklar. Inga underarter finns listade i Catalogue of Life.